# ChiRunning
 (septembre 2015).
Le ChiRunning (abrégé CR) est une méthode d'apprentissage de la course à pied, développée par Danny Dreyer, un ultra-marathonien américain et pratiquant du Tai-chi-chuan. En premier lieu, la méthode apprend aux coureurs comment se mouvoir de façon plus efficace et naturelle. La méthode est commercialisée sous divers formats, parmi lesquels des cours, livres et vidéos.

## Principes
Le CR procède du principe de base que l'apprentissage traditionnel de la course à pied — telle que popularisée dans le boom de course à pied des années 80 — est focalisée sur la puissance et la force de propulsion du coureur de sorte à le faire avancer aussi rapidement et le plus longtemps possible. En lieu de cela, le CR se focalise d'abord sur l'efficacité et la relaxation, en portant l'emphase sur la forme plutôt que le conditionnement; la forme du coureur est plus importante que sa vitesse.
Le style de course à pied mis en exergue peut être bénéfique à la fois pour des coureurs débutants que pour des coureurs confirmés, puisque le but visé consiste à courir de façon plus naturelle et moins sujette à la douleur. L'approche CR à la course à pied est une pratique de la pensée effectuée dans l'esprit du Tai Chi ou du Yoga. L'objectif est d'atteindre une conscience de soi accrue et de se sentir en unité avec la chaussée. Le temps chronométré et la vitesse de course y sont considérés moins importants que d'accroître son efficacité personnelle.
Les coureurs ayant par le passé subi des blessures ou ayant dû abandonner la pratique de la course à pied à cause d'une blessure affirment qu'ils ont pu revenir à la pratique par la technique du ChiRunning. Une étude récente de l'Université de West Virginia aux États-Unis confirme que les étudiants du ChiRunning peuvent se prémunir contre des blessures récurrentes en employant la méthode du ChiRunning. 

## Développement
Suivant de nombreuses années de pratique de la course à pied, Danny Dreyer se mit à étudier le Tai Chi avec le maître George Xu à San Francisco. Des années de pratique du Tai-chi-chuan lui ont permis de combiner les techniques issues de cet art martial avec sa pratique de la course à pied, en particulier le scanning du corps et l'alignement correct. Certains aspects du ChiRunning ont aussi été influencés par la méthode de natation dite d'immersion totale créé par Terry Laughlin. Depuis son développement, Dreyer a aussi créé une méthode de marche reposant sur les mêmes principes d'alignement appelée ChiWalking.

## Technique
L'instruction repose sur un certain nombre d'habiletés élémentaires.
1. Des exercices de relaxation du corps similaires au qi gong avant la course à pied.
2. L'alignement du corps en colonne verticale.
3. Un port du corps penché vers l'avant pendant la course de sorte que le coureur soit tiré par la gravitation.
4. L'atterrissage à chaque pas sur la plante du pied.
5. L'ouverture de la foulée vers l'arrière.
6. La minimisation du mouvement de bras et la prévention des bras de croiser la ligne centrale du corps.
7. Le maintien d'une cadence de course fixée de bout en bout de la course (utilisation d'un métronome).
8. L'accélération et la décélération en changeant la longueur de la foulée, non la cadence.
9. La relaxation du corps, en particulier les extrémités basses.
10. Le scanning du corps afin d'éliminer l'inconfort, la tension, ou la douleur.
11. L'accent mis sur la forme pour le maintien de l'alignement.

## Partenariat avecNew Balance
En 2008 un partenariat s'est créé entre New Balance et ChiRunning/ChiWalking. La chaussure New Balance MF800 a été conçue par Danny Dreyer comme chaussure d'entraînement pour les coureurs Chi ainsi que les coureurs atterrissant sur la plante du pied. 

## Critique
Parce que le ChiRunning s'oppose au style traditionnel de course à pied qui s'est popularisé lors du boom de course à pied des années 1970 ainsi que la philosophie du No Pain, No Gain (pas de bénéfice sans douleur), cette méthode est considérée comme moins efficace chez les coureurs confirmés. En outre, l'efficacité d'un atterrissage sur la plante du pied est un point de discorde chez les experts de la course à pied ainsi que chez les différents styles de course à pied. Parce que le ChiRunning préconise l'utilisation de chaussures de course ayant un minimum d'amorti et dépourvu de talon surélevé, certains vendeurs de chaussures ont du mal à recommander des chaussures appropriées.

## Coureurs ChiRunners connus
- Danny Dreyer, Ultramarathonien et fondateur du ChiRunning ainsi que du ChiWalking
- Catherina McKiernan, gagnante des marathons de Londres, Berlin et Amsterdam